# François Lacasse
François Lacasse, né à Rawdon au Québec en 1958, est un peintre québécois. Il vit et travaille à Montréal.

## Biographie
Il détient un baccalauréat et une maîtrise en arts plastiques de l'UQAM, Montréal. Se retrouvant autant du côté de l'objet que du côté de l'image, les peintures de François Lacasse sont élaborées selon un processus de transformation qui prend place directement sur la toile. Caractérisé par un investissement de la couleur, de sa matérialité et de ses procédés d'application, le travail récent de Lacasse fait allusion à l'histoire de la peinture abstraite, en particulier à celle pratiquée en Amérique dans les années cinquante. Mais il se fonde surtout sur une approche énumérative, au sein d'une complexe tension entre subjectivité et désir.[réf. nécessaire]

## Musées et collections publiques
- Galerie de l'UQAM
- Musée d'art contemporain de Montréal
- Musée d'art de Joliette[3]
- Musée des beaux-arts de Montréal
- Musée des beaux-arts du Canada
- Musée national des beaux-arts du Québec[4]